# ダイレクトメタノール燃料電池車

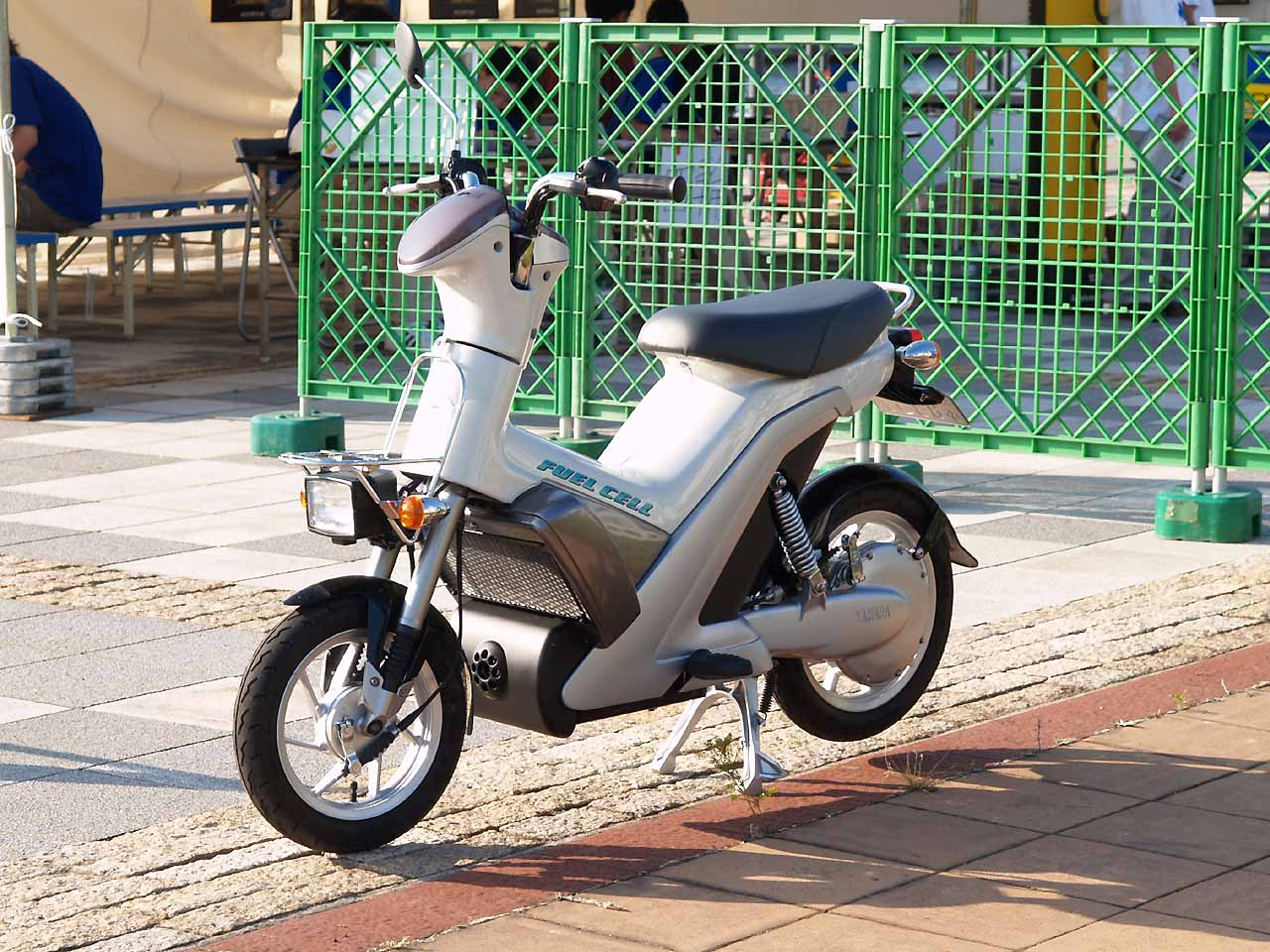
ヤマハ FC-me（オートバイ）

ダイレクトメタノール燃料電池車（ダイレクトメタノールねんりょうでんちしゃ、英: Direct Methanol Fuel Cell Vehicle）は、メタノール燃料を燃料電池に供給し、電動機で走行する車のことを言う。

## 概説
常温・常圧のメタノール燃料と空気を、搭載したダイレクトメタノール燃料電池に供給し、電気化学反応により直接電子を取り出して発電した電力を電動機に供給し、発生した回転力を駆動輪に伝達して、路面との反作用により走行する車のことで、燃料電池は液体燃料を気化させて、水蒸気改質して用いる必要がなく、液体の状態で発電することができる。

## 歴史
2003年 第38回東京モーターショーにヤマハ発動機が、ダイレクトメタノール燃料電池を搭載した二輪車の「FC06」を参考出品した。
2004年9月に改良された「FC06 PROT」でナンバーを取得して公道走行を行った。
2005年9月から性能をより成熟させた燃料電池二輪車「FC-me」を静岡県に1台リースしている。
2006年9月にスズキがダイレクトメタノール燃料電池を搭載した燃料電池セニアカー「MIO (ミオ) 」を国際福祉機器展に参考出品した。
2008年11月に燃料電池セニアカー「MIO (ミオ) 」を静岡県へリース販売している。
2009年 第41回東京モーターショーにスズキが、ダイレクトメタノール燃料電池を搭載した燃料電池セニアカー「MIO (ミオ) 」を参考出品した。

## メタノール燃料
燃料には、メタノール水溶液 (MeOH54) が用いられる。

## オートモーティブダイレクトメタノール燃料電池システム
ダイレクトメタノール燃料電池（ダイレクトメタノールねんりょうでんち、英: DMFC:Direct Methanol Fuel Cell）は、イオン交換膜を電極で挟んだ構造で、燃料極側にメタノール水溶液を供給し、水蒸気改質ではなく電気化学反応により直接電子を取り出して発電を行う燃料電池であり、水蒸気改質器が必要なくシステムが簡素化できるが、燃料がイオン交換膜を透過して出力を低下させるクロスオーバー現象が起こることや反応過程で一酸化炭素 (CO) が発生して触媒が劣化 (CO被毒) する問題がある。
また、エネルギーバッファには、リチウムイオン電池が用いられる。燃料電池の出力は、電動機の最大出力の約1/2に設定される。

### 電気化学反応式
〈全体の反応〉
{\displaystyle {\ce {\mathrm {{CH3OH}+{H2O}+{({\frac {3}{2}})O2}\longrightarrow {CO2}+{3H2O}} }}}
反応は、イオン交換膜内を正電荷を持つ水素イオン (H+) が移動することにより実現される。
〈アノードの反応〉
{\displaystyle {\ce {\mathrm {{CH3OH}+{H2O}\longrightarrow {CO2}+{6H^{+}}+{6e^{-}}} }}}
〈カソードの反応〉
{\displaystyle {\ce {\mathrm {{({\frac {3}{2}})O2}+{6H^{+}}+{6e^{-}}\longrightarrow {3H2O}} }}}

### イオン交換膜
水素イオン交換膜（すいそイオンこうかんまく、英: PEM:Proton Exchange Membrane）が用いられる。

### 電極触媒
アノードには、メタノール酸化電極触媒が用いられる。また、カソードには、酸素還元電極触媒が用いられる。

### 研究開発プロジェクト
ヤマハ発動機とユアサは、2000年頃からダイレクトメタノール燃料電池の共同開発を行っている。